# MFWE T II
Der Triebwagen MFWE T II gehört zu einer Serie der ersten Triebwagen der Deutschen Werke Kiel und entstand 1922. Er diente drei Jahre als Vorführwagen und wurde 1925 an die Mecklenburgische Friedrich-Wilhelm-Eisenbahn-Gesellschaft (MFWE) verkauft. Dort bekam er die Nummer II.
1942 gelangte er als 749 in den Bestand der Deutschen Reichsbahn (DR), verblieb bei der Deutschen Reichsbahn auf dem Gebiet der späteren DDR und wurde nach 1950 ausgemustert.
Der Triebwagen entsprach den Fahrzeugen, die umgangssprachlich als Spitzmäuse oder U-Boote bezeichnet wurden.

## Geschichte
Von dieser Art Triebwagen entstanden bei den DWK eine ganze Reihe schmalspuriger und normalspuriger Fahrzeuge. Ihre Bauartmerkmale waren:
- einmotorige Maschinenanlage
- Ganzstahlwagenkasten mit dreieckigen Wagenenden
- Drehgestellbauweise
- Dachkühlanlage.

Der Wagenkasten wurde bei einem späteren Modell mit einer trapezförmigen Ausführung hergestellt. Von dieser Ausführung gelangte ebenfalls ein Exemplar zur DR. Es erhielt die Bezeichnung DR 750. Alle Triebwagen der DWK wurden in verschiedenen Typen mit unterschiedlichen Spurweiten, Längen und Motorleistungen geliefert. Es standen mehrere Motoren zur Verfügung, von denen der MFWE T II einen mit 81 kW (110 PS) erhielt.
Der Triebwagen T II wurde zunächst auf der Eisenbahntechnischen Ausstellung in Seddin 1924 gezeigt wurde und zahlreichen Untersuchungen unterzogen wurde. Er galt als ein Triebwagen der DWK-Type IV. Zum Zeitpunkt der Übernahme war das Fahrzeug schon technisch veraltet und kostete nur noch 27.000 Reichsmark, ungefähr die Hälfte seines Wertes.
Das Fahrzeug sollte nach 1946 die Bezeichnung VT 86 903 erhalten. Eine Umzeichnung erfolgte nicht. Im Mai 1950 war das Fahrzeug im RAW Wittenberge abgestellt. Heute erinnern nur noch Fotos und ein Modell an einen der allerersten Motortriebwagen in Deutschland.

## Konstruktive Merkmale
Über die technischen Details liegen heute keine verlässlichen Angaben mehr vor. Fest steht, dass beim 749 der Maschinentragrahmen direkt am Wagenkasten aufgehängt war und damit die Antriebsachsen entlastete. Spätere Konstruktionen sahen auch die Auflage des Maschinentragrahmens auf den Drehgestellen vor. Beide Konstruktionen hatten die Merkmale, dass die Maschinenanlage nach dem Abheben des Wagenkastens frei zugänglich war, was wesentliche Erleichterungen bei der Instandhaltung bot. Der Wagenkasten war in Ganzstahlbauweise als Nietkonstruktion hergestellt und hatte das typische Spitzmausgesicht. Er stützte sich über Schraubenfedern auf den Wiegebalken der Drehgestelle ab.
Der Ottomotor übertrug seine Leistung über eine Trockenkupplung, die mit Fußbetätigung zu bedienen war, auf ein Vierganggetriebe. Dieses Vierganggetriebe wurde mechanisch noch mit Zahnradverschiebungen geschaltet. Die inneren Radsätze jedes Drehgestells wurden von dem Getriebe über Gelenkwellen und Achsgetriebe angetrieben. Die Radsätze waren in Rollenlagern gelagert.